# Pasteur (cratera marciana)
A cratera Pasteur é uma cratera de impacto no quadrângulo de Arabia em Marte, localizada a 19.4° latitude norte e 335.5° longitude oeste. Esta cratera possui um diâmetro de 113 km e recebeu o nome de Louis Pasteur, um químico francês.
Os acidentes desta cratera são bem demarcados, com um desnível de aproximadamente 3.000 m. Alguns pequenos canais de escoamento são visíveis em sua parte sul sudoeste, ao passo que um acúmulo de materiais no quarto sudoeste da depressão central é nítidamente visível nas fotografias pelo seu albedo negativo em comparação com a superfície circundante - e portanto pela sua emissão de infravermelho superior à média local.